# Saison 2015 de l'équipe cycliste CCT-Champion System

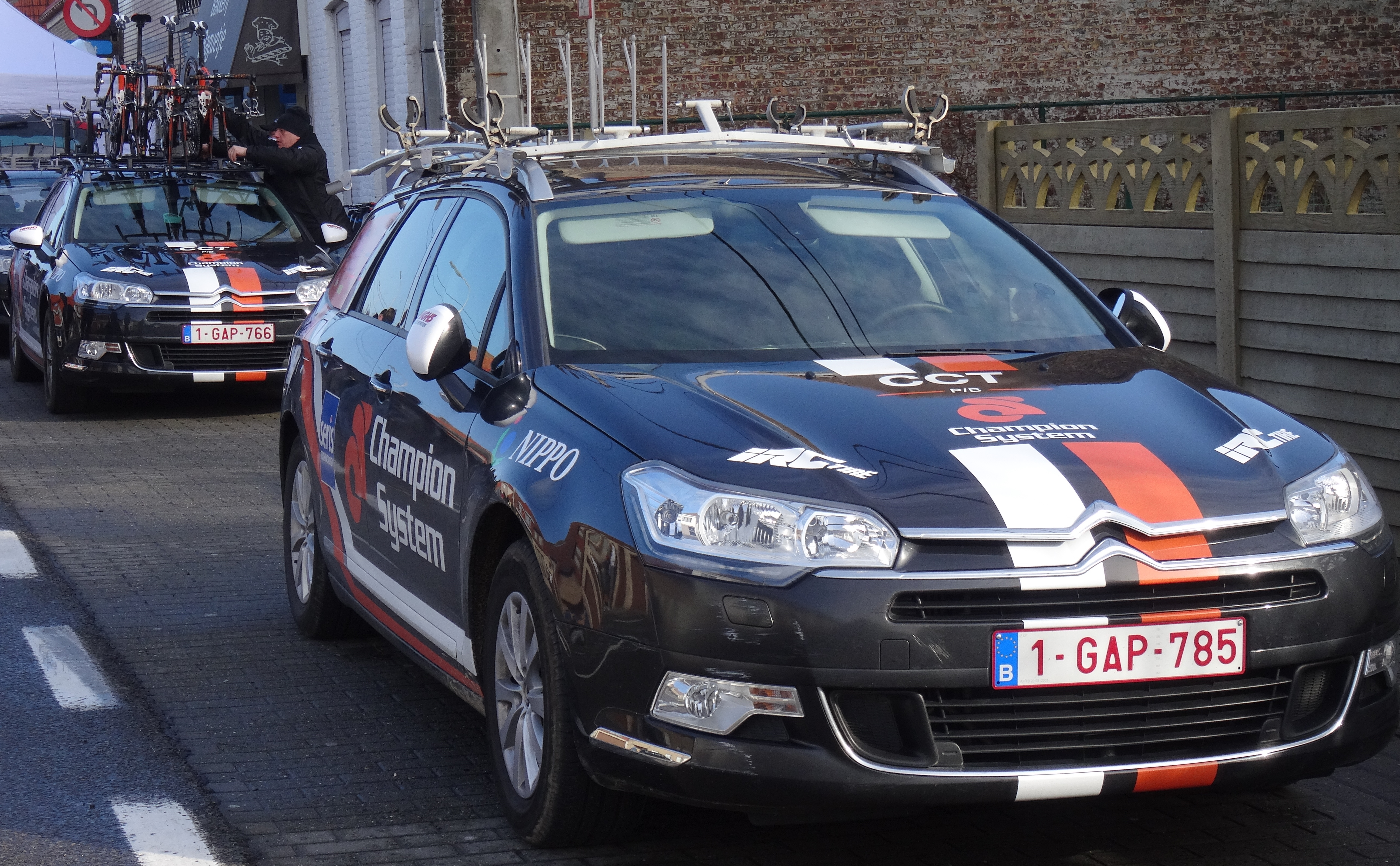
Les voitures de l'équipe à Kuurne-Bruxelles-Kuurne 2015.

La saison 2015 de l'équipe cycliste CCT-Champion System est la première de cette équipe continentale.

## Préparation de la saison 2015

### Arrivées et départs
L'équipe étant nouvelle, tous les coureurs proviennent d'autres équipes.

## Coureurs et encadrement technique

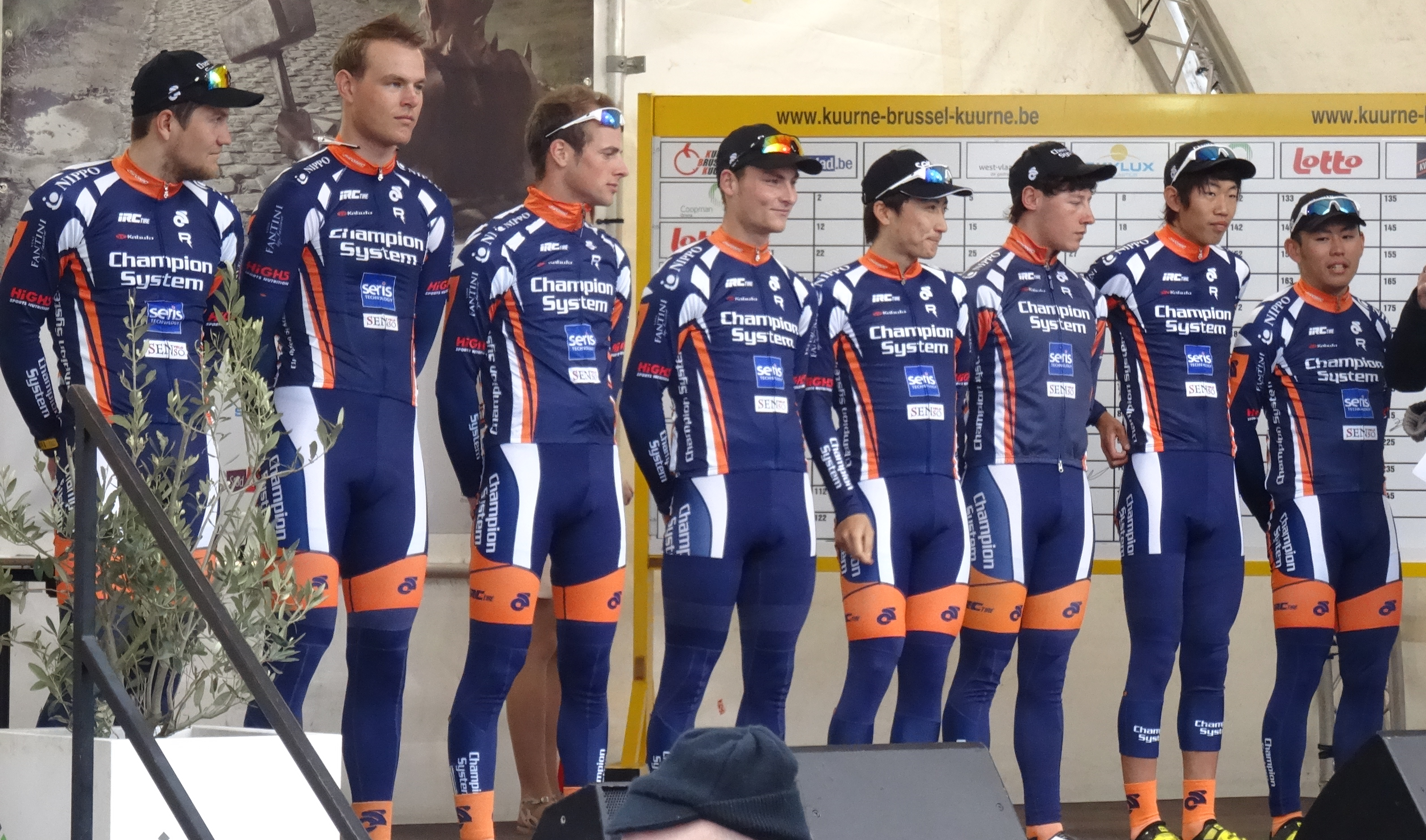
Darijus Džervus, Morten Gadgaard, Tom Goovaerts, Matthew Zenovich, Yūma Koishi, Joshua Haggerty, Suguru Tokuda et Tanzō Tokuda lors de Kuurne-Bruxelles-Kuurne 2015.

### Effectif
Seize coureurs (dont un stagiaire) constituent l'effectif 2015 de l'équipe.
| Cycliste         | Date de naissance | Nationalité      | Équipe 2014            |  |
| ---------------- | ----------------- | ---------------- | ---------------------- |  |
| Darijus Džervus  | 20 juillet 1990   | Lituanie         | Veranclassic-Doltcini  |  |
| Denis Flahaut    | 28 novembre 1978  | France           | Veranclassic-Doltcini  |  |
| Morten Gadgaard  | 22 mai 1991       | Danemark         | H&J Smith Outdoor      |  |
| Jesse Geerts     | 28 avril 1995     | Belgique         |                        |  |
| Paco Ghistelinck | 21 mars 1993      | Belgique         | Etixx                  |  |
| Tom Goovaerts    | 3 juillet 1988    | Belgique         | Veranclasscic-Doltcini |  |
| Joshua Haggerty  | 20 décembre 1995  | Nouvelle-Zélande | Champion System        |  |
| Yūma Koishi      | 15 septembre 1993 | Japon            | Vini Fantini Nippo     |  |
| James Spragg     | 19 juillet 1987   | Royaume-Uni      |                        |  |
| Suguru Tokuda    | 31 mai 1994       | Japon            | NIFS in Kanoya         |  |
| Tanzou Tokuda    | 13 avril 1992     | Japon            | NIFS in Kanoya         |  |
| Michael Vink     | 22 novembre 1991  | Nouvelle-Zélande | Budget Forklifts       |  |
| Sascha Weber     | 23 février 1988   | Allemagne        | Veranclassic-Doltcini  |  |
| Ryan Wills       | 19 janvier 1988   | Nouvelle-Zélande | VL Technics-Abutriek   |  |
| Matthew Zenovich | 26 février 1994   | Nouvelle-Zélande | Terra Safety Shoes     |  |
| Stagiaire        | Date de naissance | Nationalité      | Équipe 2015            |  |
| Seppe Verschuere | 6 janvier 1994    | Belgique         |                        |  |

Portraits
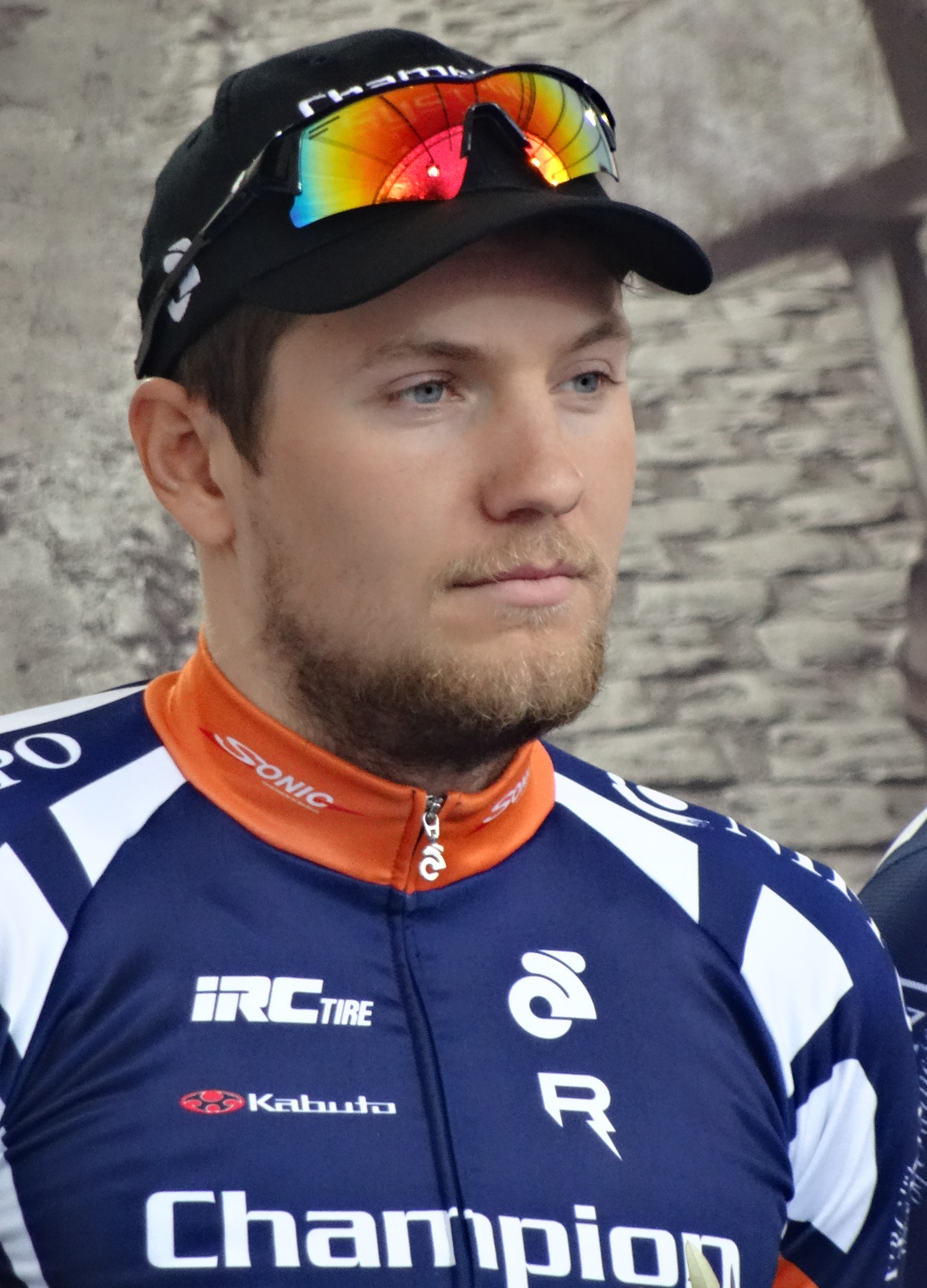
Darijus Džervus.
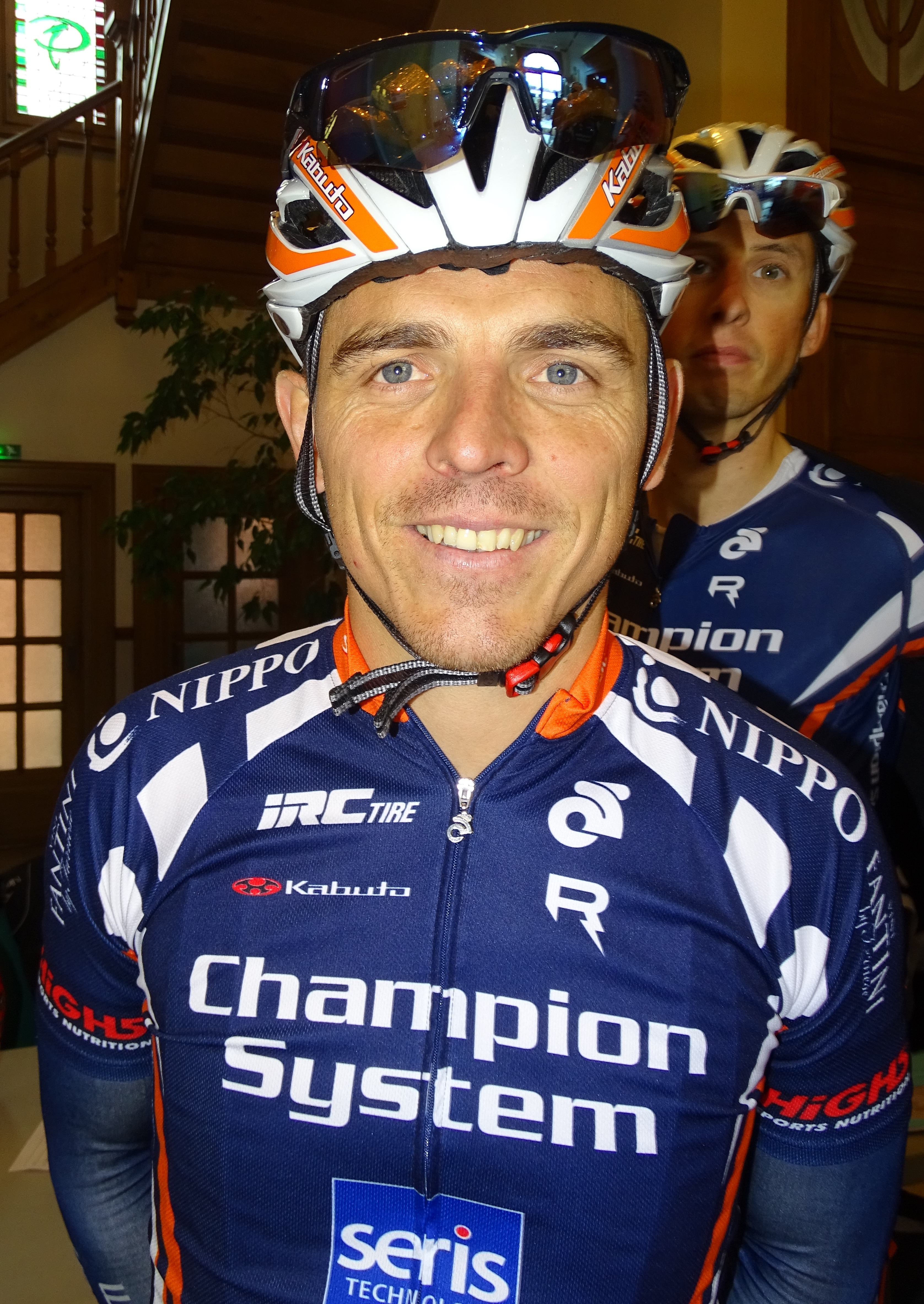
Denis Flahaut.
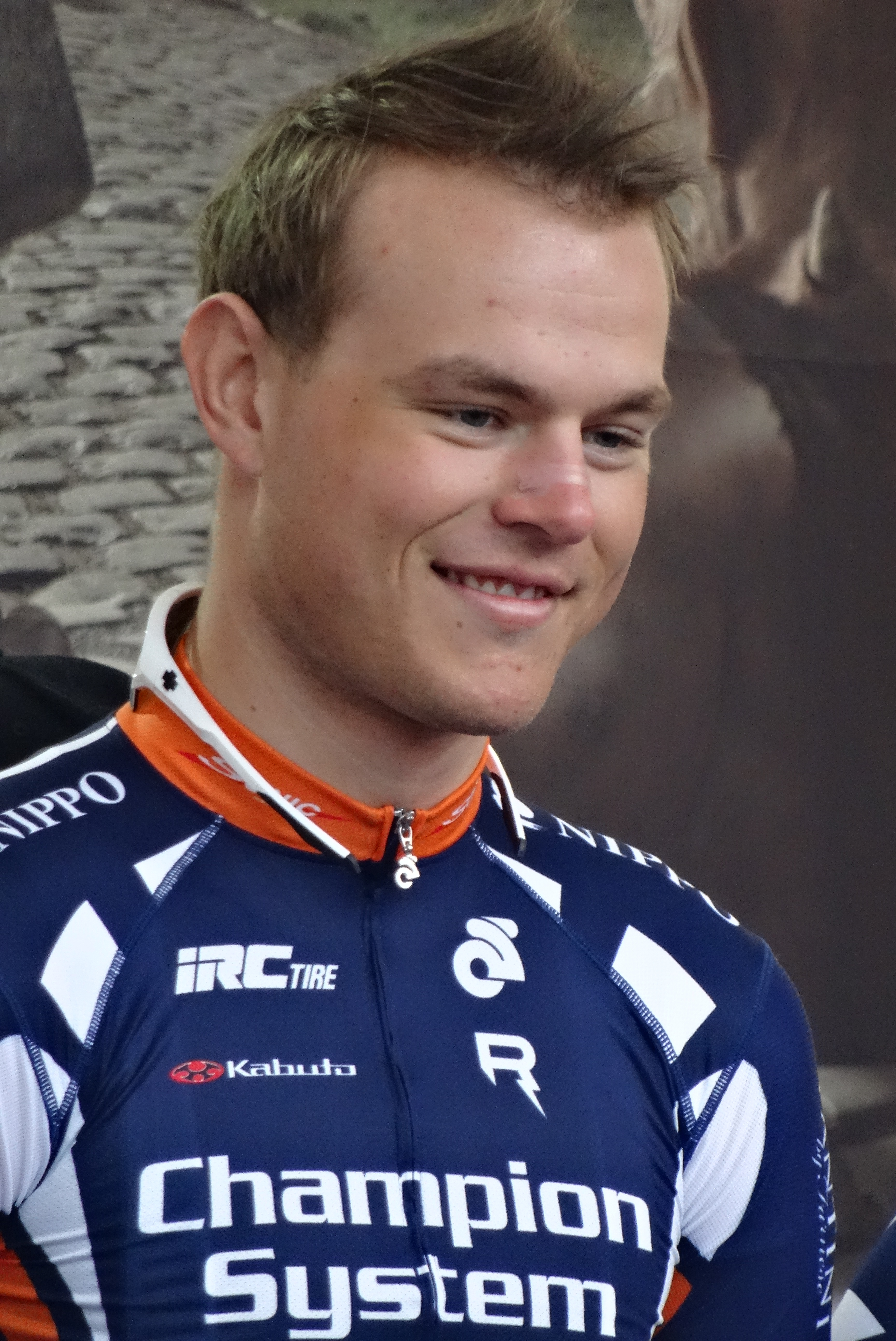
Morten Gadgaard.
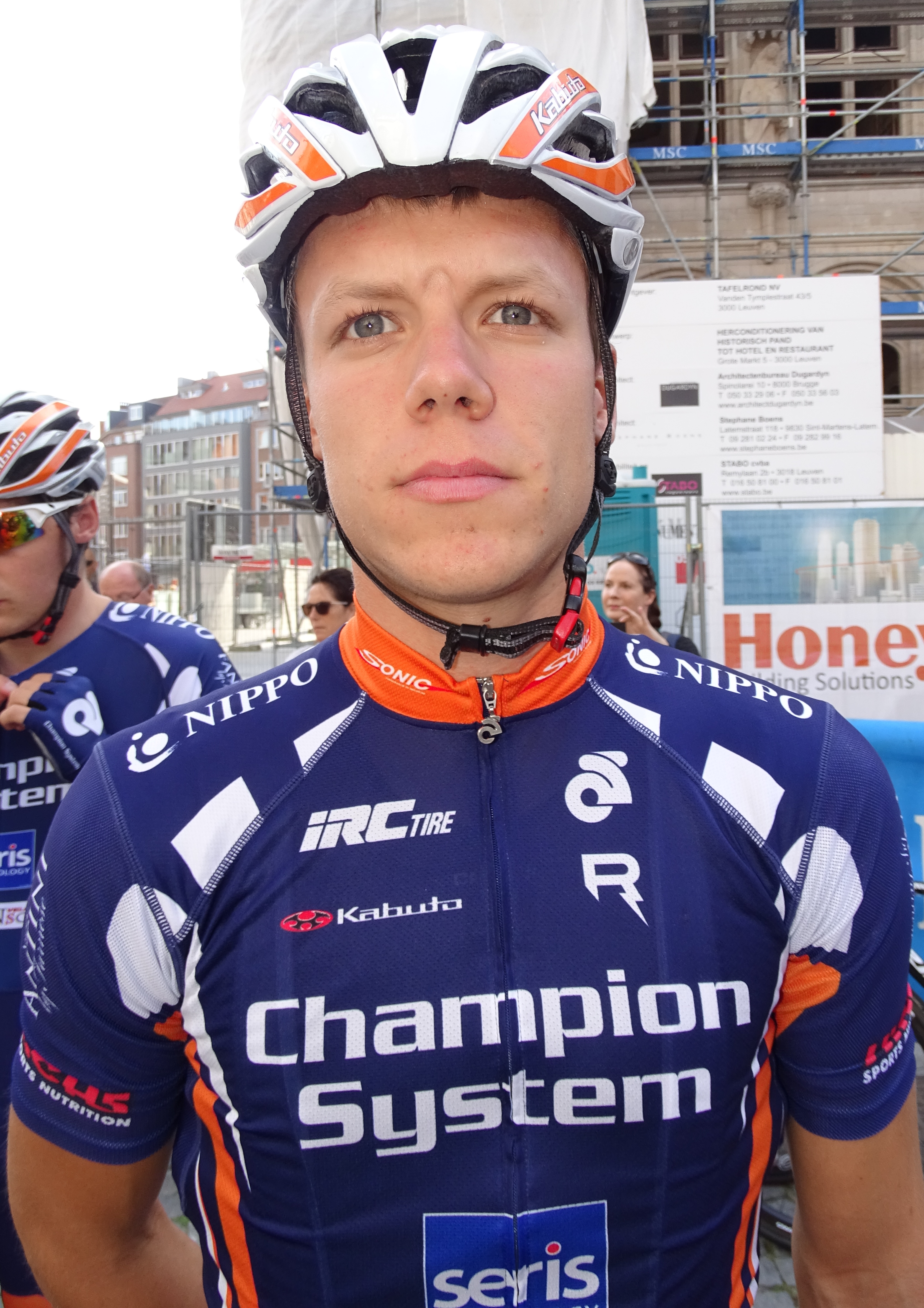
Jesse Geerts.
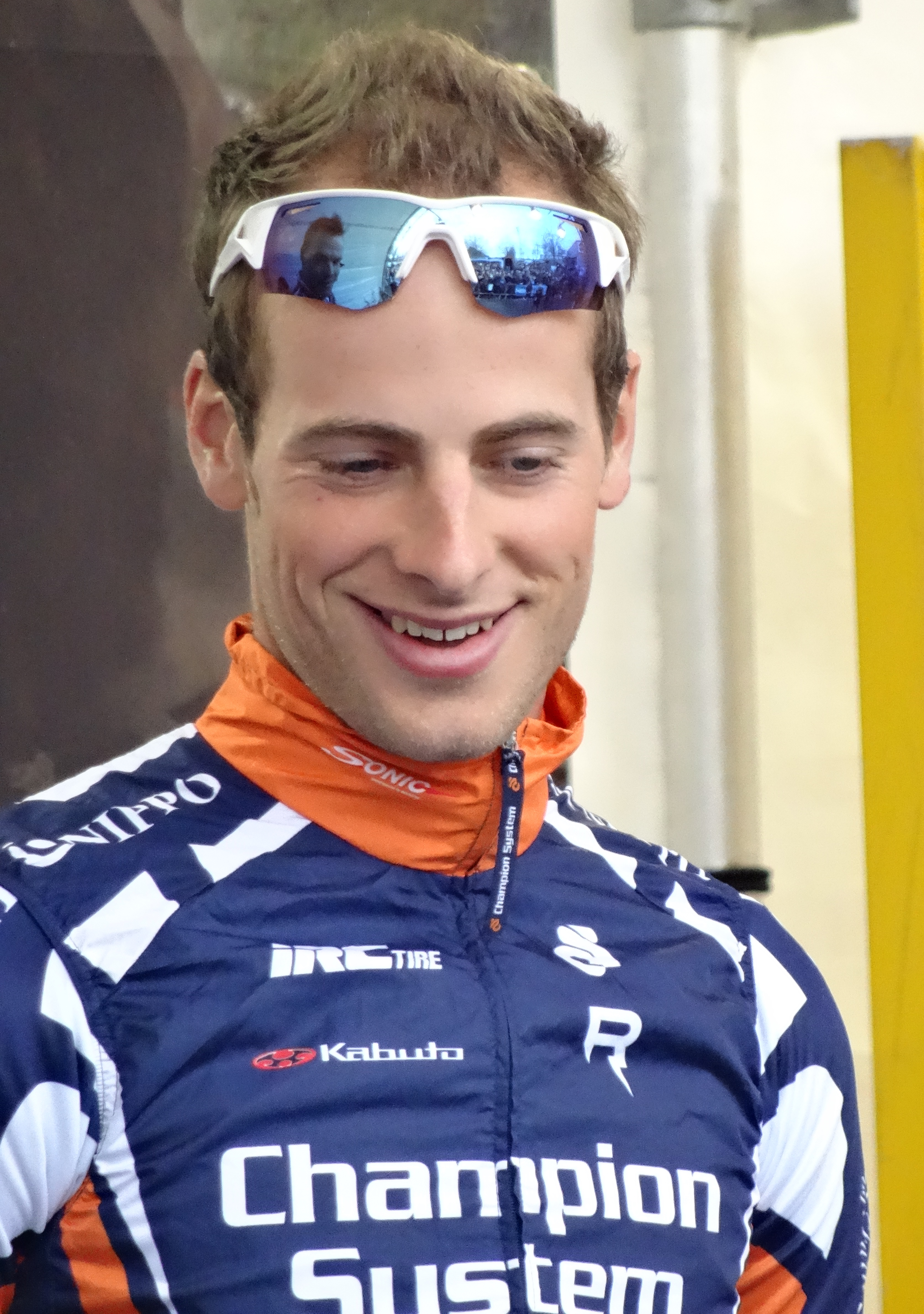
Tom Goovaerts.
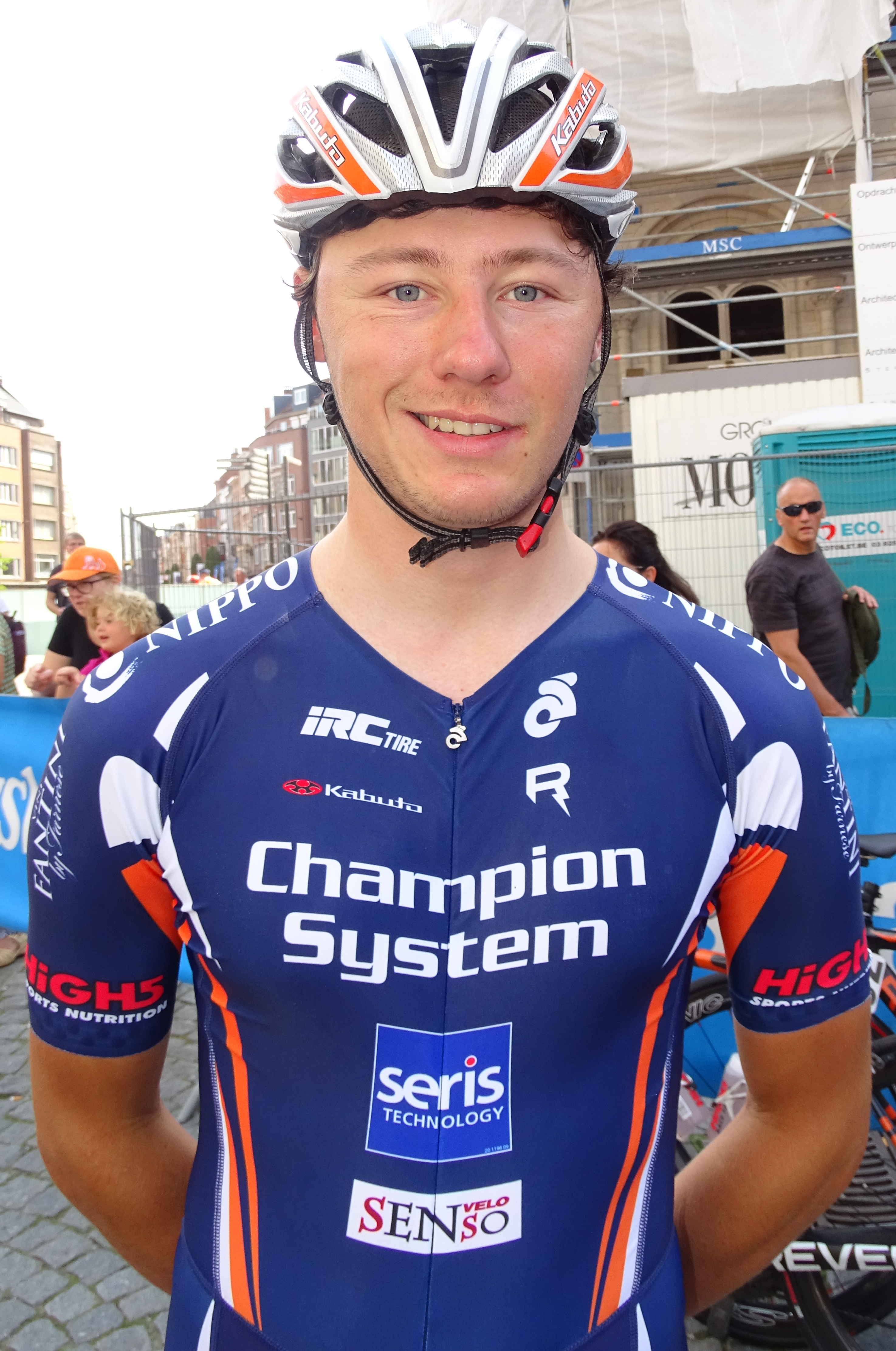
Joshua Haggerty.
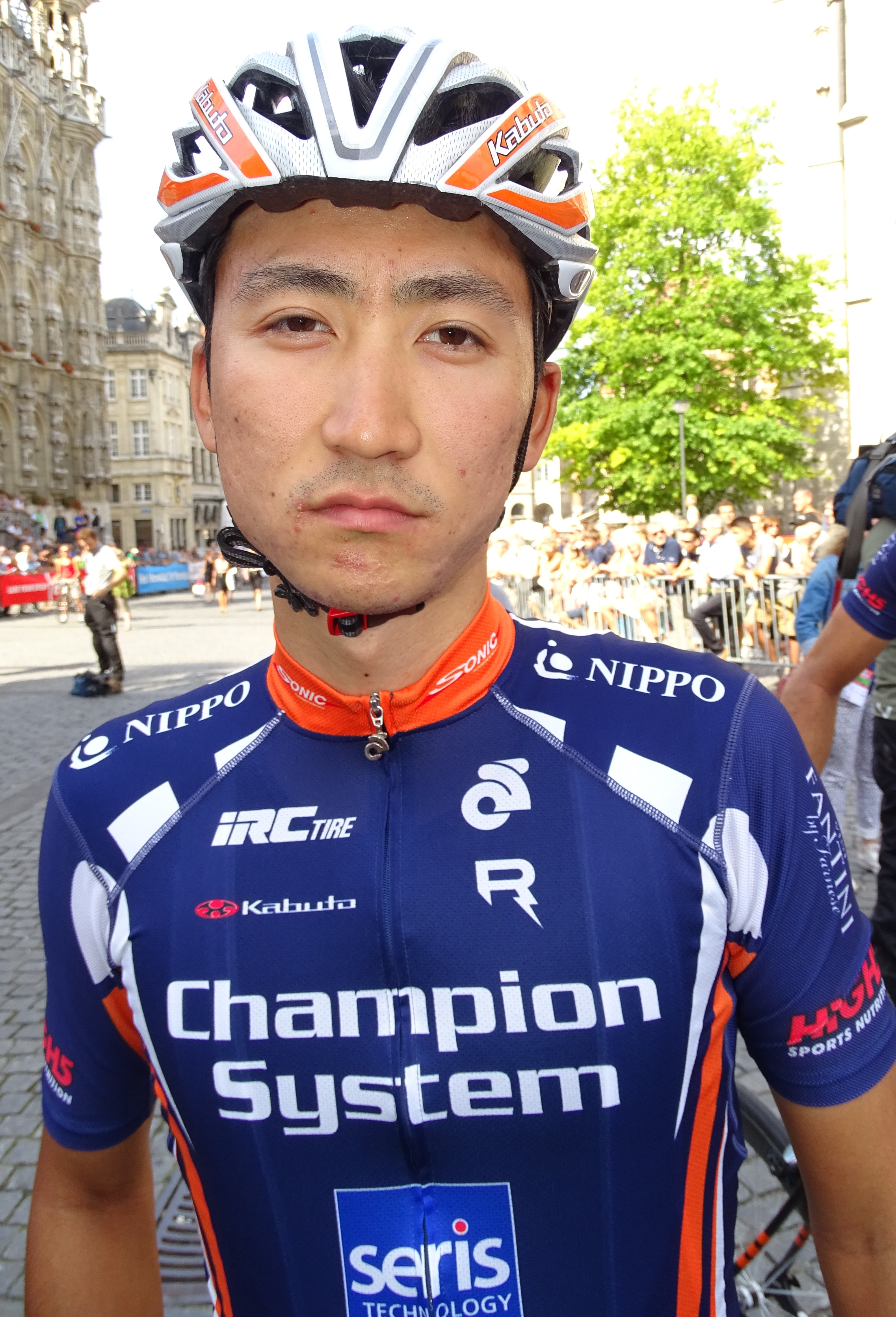
Yūma Koishi.
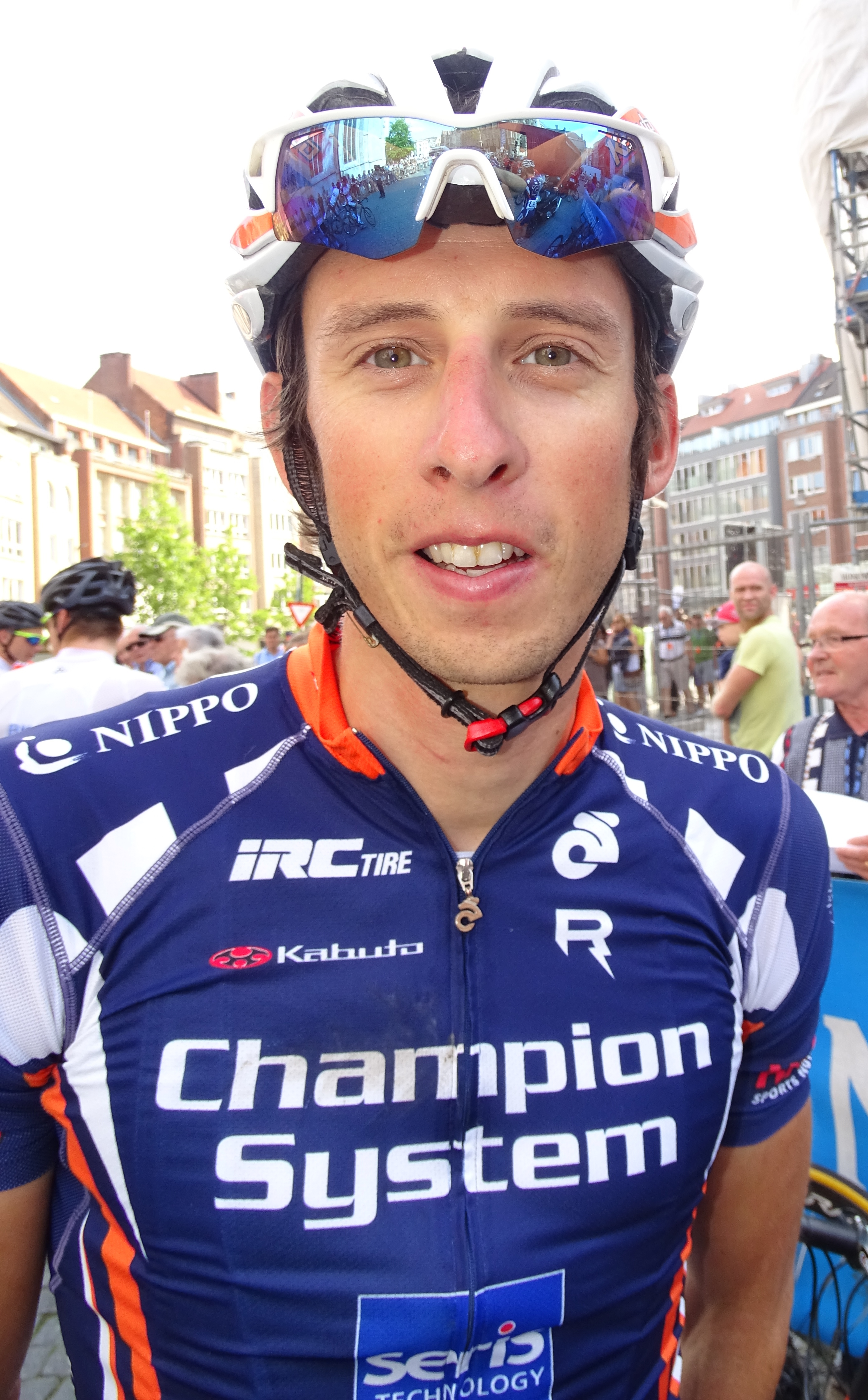
James Spragg.
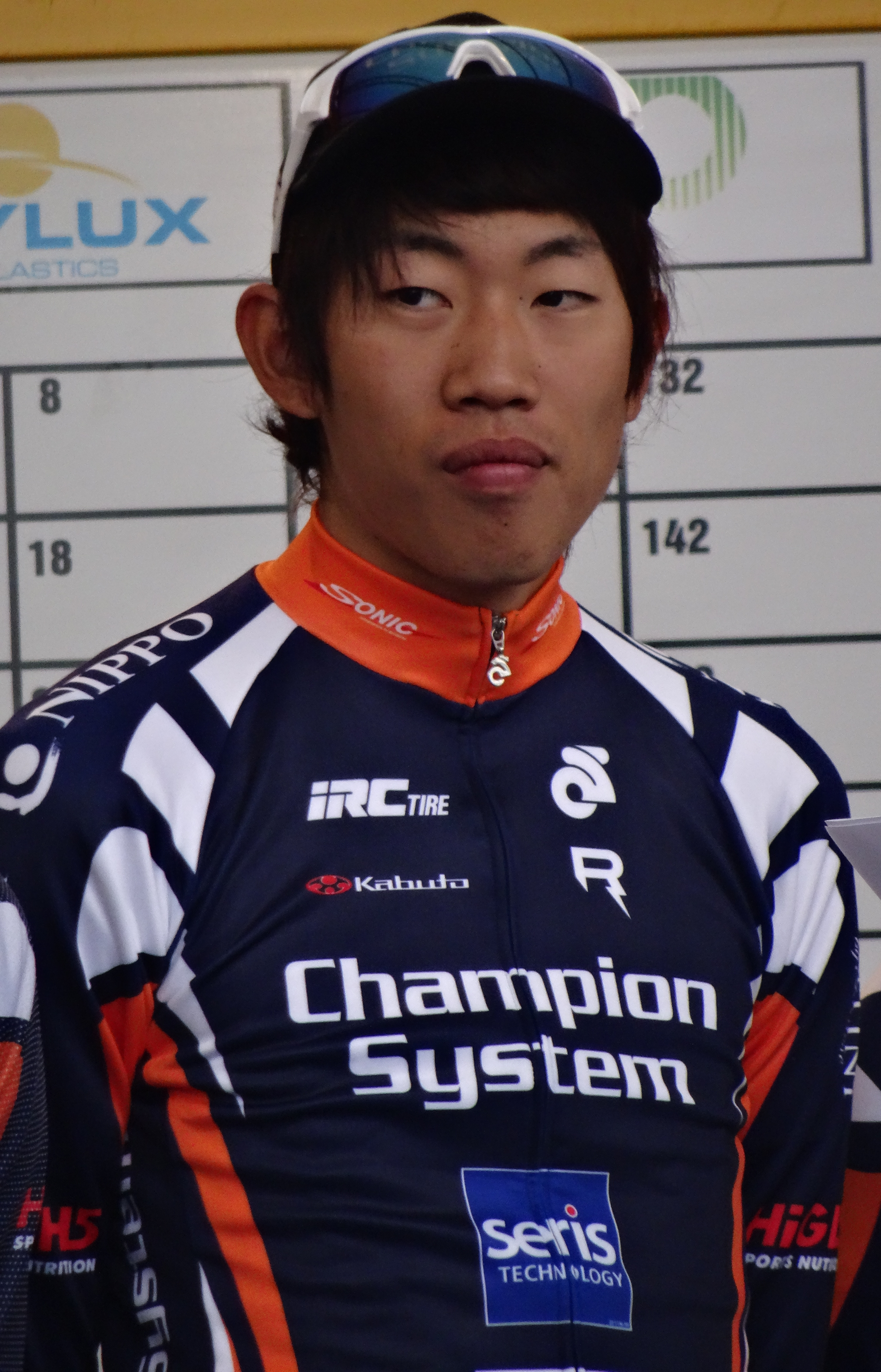
Suguru Tokuda.
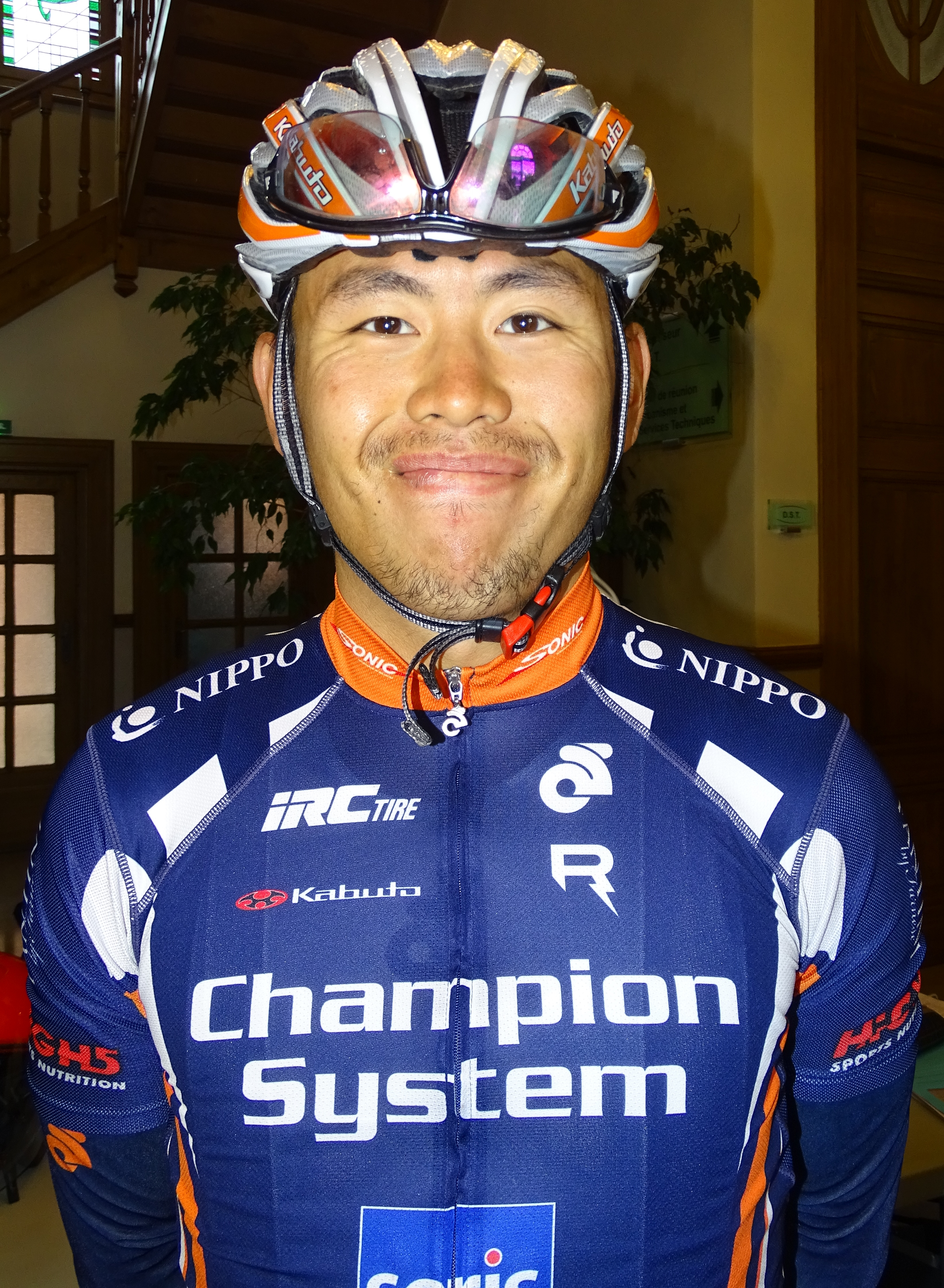
Tanzou Tokuda.
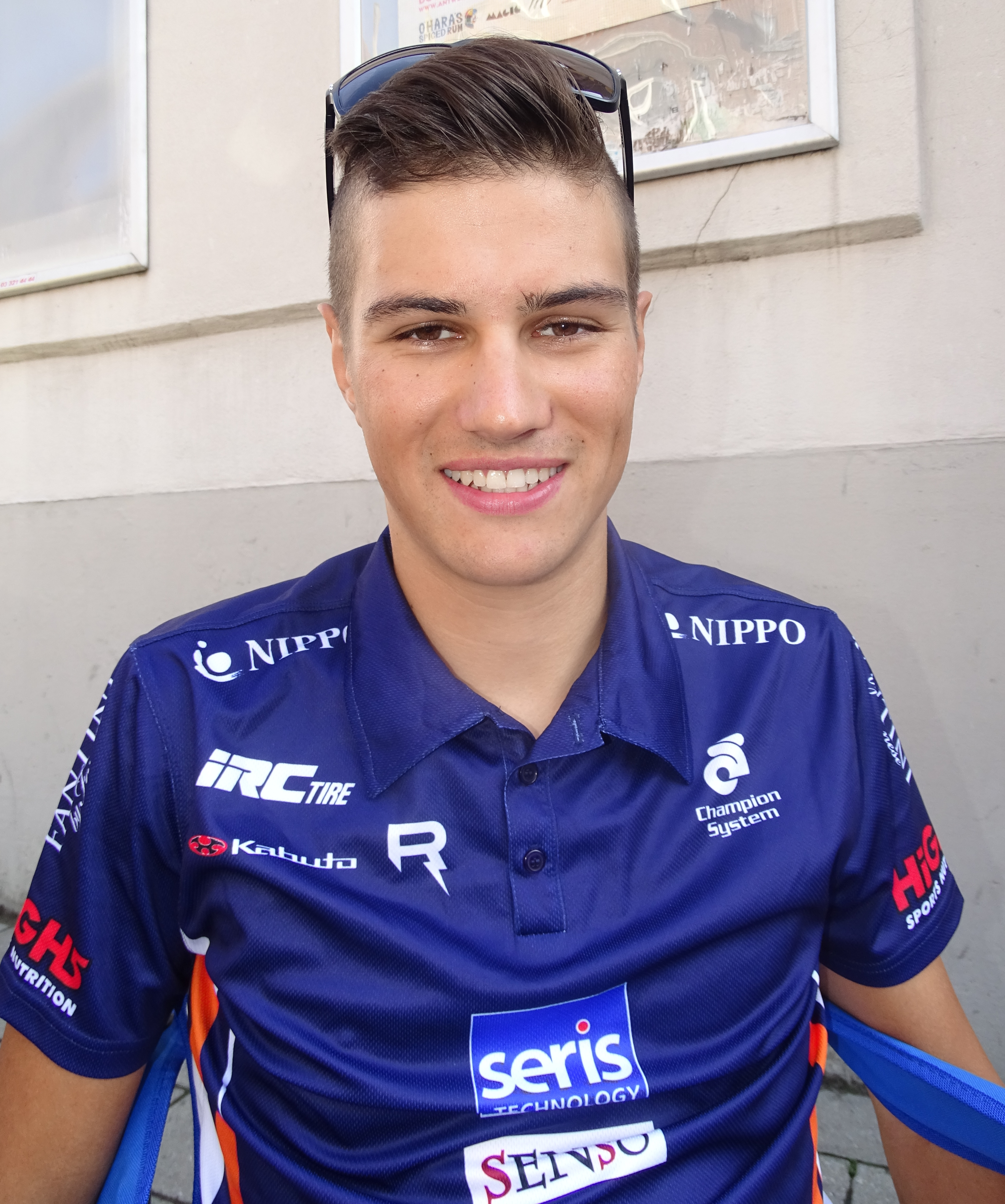
Seppe Verschuere.

## Bilan de la saison

### Victoires
| Date       | Course                                              | Pays             | Classe | Vainqueur    |
| ---------- | --------------------------------------------------- | ---------------- | ------ | ------------ |
| 09/01/2015 | Championnat de Nouvelle-Zélande du contre-la-montre | Nouvelle-Zélande | CN     | Michael Vink |
| 21/06/2015 | Championnat du Japon du contre-la-montre espoirs    | Japon            | CN     | Yūma Koishi  |

### Classement UCI

#### UCI Oceania Tour
L'équipe CCT-Champion System termine à la 12e place de l'Oceania Tour avec 8 points. Ce total est obtenu par l'addition des points des huit meilleurs coureurs de l'équipe au classement individuel, cependant seul un coureur est classé,.
| Rang | Coureur      | Points |
| ---- | ------------ | ------ |
| 35   | Michael Vink | 8      |